# Керр, Уильям, 6-й маркиз Лотиан
Уильям Керр, 6-й маркиз Лотиан (англ. William Kerr, 6th Marquess of Lothian; 4 октября 1763 — 27 апреля 1824) — шотландский аристократ, военный и землевладелец. Шотландский пэр-представитель в Палате лордов Великобритании с 1817 по 1824 год.

## Биография
Родился 4 октября 1763 года. Старший сын Уильяма Керра, 5-го маркиза Лотиана (1737—1815), и Элизабет Фортескью (1745—1780).
Когда ему было пять лет, он был объектом нескольких фотографий со своей сестрой, выполненных Валентином Грином в качестве в стиле меццо-тинто для публикации.

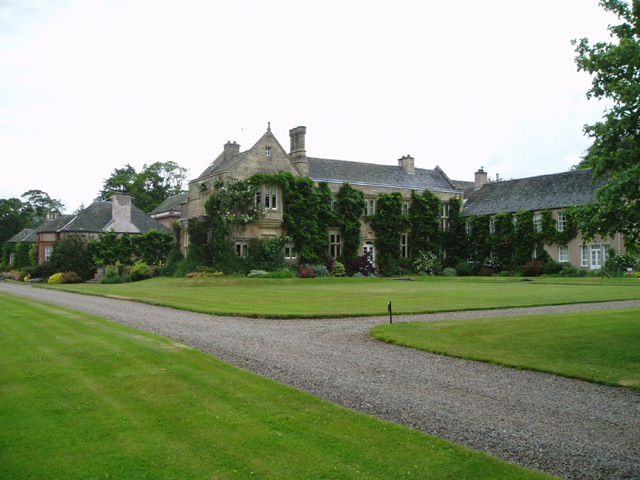
Монтевиот-хаус, резиденция маркизов Лотиан

Получил образование в Эдинбургском университете. В 1786 году он был избран членом Королевского общества Эдинбурга. Его выдвинули Дугалд Стюарт, Джеймс Хаттон и Джон Робисон.
Он был лордом-лейтенантом Роксбургшира с 1812 с 1824 год и Мидлотиана с 1819 с 1824 год . Он служил полковником Эдинбургской милиции с 25 марта 1811 года до своей смерти.
4 января 1815 года после смерти своего отца Уильям Керр унаследовал титул 6-го маркиза Лотиана и остальные родовые титулы.
Был пожалован рыцарем Ордена Чертополоха в 1820 году и бароном Керром из Кершо в 1821 году.
Жил в семейном доме Монтевиот-хаус близ Джедбурга.
Умер в Ричмонде, графство Суррей, 27 апреля 1824 года.

## Семья
Лорд Лотиан был дважды женат. 14 апреля 1793 года на леди Гарриет Хобарт (7 апреля 1762 — 14 июля 1805), младшей дочери Джона Хобарта, 2-го графа Бакингемшира, и Мэри Энн Друри. С 1780 по 1793 год первым мужем леди Гарриет Хобарт была Армар Лоури-Корри, 1-й граф Белмор (1740—1802). У супругов было четверо детей:
- Джон Уильям Роберт Керр, 7-й маркиз Лотиан (1 февраля 1794 — 14 ноября 1841), старший сын и преемник отца
- Лорд Шомберг Роберт Керр (15 августа 1795 — 12 августа 1825), капитан 3-го пехотного полка, умер неженатым.
- Леди Изабелла Эмили Кэролайн Керр (1797 — 19 декабря 1858), умерла незамужней.
- Лорд Генри Фрэнсис Чарльз Керр (17 августа 1800 — 7 марта 1882), министр религии, в 1832 году женился на Луизе Хоуп, дочери сэра Александра Хоупа.

Его первая жена умерла в июле 1805 года, и 1 декабря 1806 года в Далкит-хаусе он женился вторым браком на леди Гарриет Скотт (1 декабря 1780 — 18 апреля 1833), младшей дочери Генри Скотта, 3-го герцога Баклю. У них было восемь детей:
- Леди Элизабет Джорджиана Керр (25 сентября 1807 — 19 марта 1871), с 1831 года замужем за Чарльзом Трефузиусом, 19-м бароном Клинтоном (1791—1866).
- Леди Гарриет Луиза Энн Керр (1808 — 24 апреля 1884), с 1834 года замужем за сэром Джоном Стюартом Хепберном Форбсом, 8-м баронетом (1804—1866)[3].
- Леди Фрэнсис Керр (1810 — 25 марта 1863), с 1848 года замужем за Джорджем Уэйдом.
- Леди Энн Кэтрин Керр (1812 — 6 декабря 1829), умерла незамужней.
- Лорд Чарльз Леннокс Керр (1 июля 1814 — 15 марта 1898), солдат, в 1839 году женился на Шарлотте Ханмер (? — 1887), дочери сэра Томаса Ханмера, 2-го баронета.
- Лорд Марк Ральф Джордж Керр (15 декабря 1817 — 17 мая 1900), солдат, умер неженатым.
- Лорд Фредерик Герберт Керр (30 сентября 1818 — 15 января 1896), адмирал, в 1846 году женился на Эмили Мейтленд (1827—1891), дочери сэра Перегрина Мейтленда.
- Леди Джорджиана Августа Керр (1821 — 12 февраля 1859), с 1849 года замужем за преподобным Гренвилем Гамильтоном Форбсом.

## Титулатура
- 6-й маркиз Лотиан (с 4 января 1815)
- 7-й граф Лотиан (с 4 января 1815)
- 6-й граф Анкрам (с 4 января 1815)
- 8-й граф Анкрам (с 4 января 1815)
- 6-й виконт Бриен (с 4 января 1815)
- 1-й барон Керр из Кершо, Роксбургшир (с 4 января 1815)
- 7-й лорд Кер из Ньюбаттла (с 4 января 1815)
- 6-й лорд Керр из Ньюбаттла, Окснэма, Джедбурга, Долфинстоуна и Нисбета (с 4 января 1815)
- 8-й лорд Керр из Нисбета, Лангньютоуна и Долфинстоуна (с 4 января 1815)
- 9-й лорд Джедбург (с 4 января 1815)